# 須賀川バイパス
須賀川バイパス（すかがわバイパス）は、福島県にある国道4号の一部区間の名称である。

## 概要

### 路線データ
- 起点 - 岩瀬郡鏡石町久来石南
- 終点 - 須賀川市仁井田（あさか野バイパス起点）

### 概要の詳細
鏡石町、須賀川市内の各中心部を避けるために建設されたバイパス道路で、現在は旧道が市道・町道、福島県道355号須賀川二本松線に降格され、本線の扱いとなっている。1971年（昭和46年）度から事業化され、完成4車線、一部2車線で供用されている。
現在4車線で供用されている区間は須賀川拡幅（鏡石町高久田 - 須賀川市仁井田、全長8.0km、幅員22m）として事業化され、1995年（平成7年）11月に完成供用された。総事業費は103億円。
残りの2車線区間のうち、鏡石拡幅（鏡石町久来石 - 鏡石町高久田、全長4.5km）の事業名で渋滞の解消に向け改良工事が計画された。2009年（平成21年）度から工事が始まり、北側2.3kmが2020年1月10日に、南側2.2kmが2022年3月16日にそれぞれ完成供用した。この工事では4車線に拡幅するだけでなく、渋滞ポイントの不時沼交差点周辺の鏡石町中心部の区間を副道化（本線脇に副道を設け、路地との交差点を直接本線には設けない形と）する予定である。通常区間の幅員は30m、副道区間の幅員は40m。
なお、残る鏡石町久来石南 - 鏡石町久来石の区間（約1.5km）については、矢吹鏡石道路の一部として拡幅工事が計画されている。

## 道路施設
須賀川南大橋
- 全長：73.6m
- 幅員：8.8m×2
- 竣工：1992年[5]

須賀川市一里坦にて国道118号を渡る、一里坦交差点のオーバーパスである。
弘法壇橋
- 全長：13.6m
- 幅員：21.4m
- 竣工：1985年[5]

須賀川市丸田町にて市道を渡る。
釈迦堂川橋
- 全長：94.5m
- 幅員：11.0m / 10.3m（上り / 下り）
- 竣工：1982年[5]

須賀川市陣場町、長禄町から台に至り、一級水系阿武隈川水系釈迦堂川を渡る。
滑川橋
- 全長：67.6m
- 幅員：10.3m×2
- 竣工：1975年 / 1976年（上り / 下り）[5]

須賀川市森宿字関表から滑川字関ノ上に至り、一級水系阿武隈川水系滑川を渡る。

## 途中交差する道路
- 福島県道288号玉川鏡石線（鏡田地内）
- 福島県道289号下松本鏡石停車場線（不時沼交差点）
- 国道118号（一里坦交差点・須賀川南大橋の側道）
- 福島県道63号古殿須賀川線（大黒町交差点）
- 国道4号あさか野バイパス起点・福島県道17号郡山停車場線（十貫内交差点）

## 沿線
- イオンスーパーセンター鏡石店
- 鏡石町立鏡石第一小学校
- 鏡石町役場
- いわせゴルフガーデン
- 須賀川ドライビングスクール
- 須賀川一里塚
- 須賀川市立須賀川第一中学校
- 旭ヶ岡公園
- 須賀川消防署
- フレスポ須賀川グリーンモール（旧赤トリヰグリーンモール）